# الاتحاد الإندونيسي الهولندي

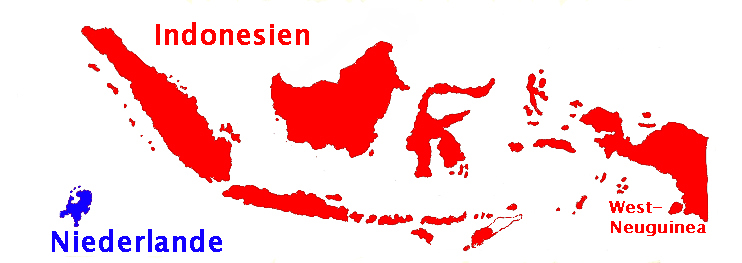

الاتحاد الإندونيسي الهولندي كانت علاقة كونفدرالية بين هولندا وإندونيسيا بين عام 1949 وعام 1956.

## التاريخ
في 15 نوفمبر 1946 تم توقيع اتفاقية لينغاديجاتي بين هولندا وجزر الهند الشرقية الهولندية التي ستصبح مستقلة قريبًا، والتي تنص على أن تصبح المستعمرات الهولندية دولة مستقلة تسمى «الولايات المتحدة الإندونيسية». تم تأسيس الاتحاد الهولندي الإندونيسي «لتعزيز مصالحهم المشتركة». بسبب خلاف عسكري لم يتم تنفيذ الاتفاق. بعد أن وقعت هولندا هدنة مع جمهورية إندونيسيا تم نقل السيادة في 27 ديسمبر 1949، وتم تأسيس الاتحاد الهولندي الإندونيسي. أُلغي الاتحاد عندما غادرته إندونيسيا عام 1956.

## البناء
سيكون الاتحاد الهولندي الإندونيسي معادلًا هولنديًا للكومنولث البريطاني. يتألف الاتحاد من شريكين مستقلين وذوي سيادة:
- مملكة هولندا: تتكون من هولندا وسورينام وجزر الأنتيل الهولندية وهولندا غينيا الجديدة.
- الولايات المتحدة الإندونيسية: تضم سبع ولايات.

ينبغي مناقشة وضع غينيا الجديدة في هولندا بشكل أكبر. ظلت غينيا الجديدة تحت الحكم الهولندي. وحيث وتكون سورينام وجزر الأنتيل شريكين متساويين (الولايات المتحدة) في المملكة، وتبقى غينيا الجديدة مستعمرة. سيكون رئيس الاتحاد هي يوليانا ملكة هولندا. سيتم التعاون في المجالات التالية:
- الدفاع.
- العلاقات الخارجية.
- المالية.
- العلاقات الاقتصادية.
- العلاقات الثقافية.

لتحقيق ذلك سيتم استدعاء الأعضاء المختلفة في الحياة. أولاً: يجب عقد مؤتمر للوزراء كل ستة أشهر. ثانيا: تم إنشاء أمانة دائمة في لاهاي. سيختار كل شريك أميناً عاماً يتولى كل عام قيادة الأمانة العامة. منذ عام 1950 كان هذا هو بي. جي. أ. إيدنبيرغ من أجل هولندا، والذي سيبقى حتى عام 1956. وأخيرًا: كانت هناك محكمة تحكيم اتحادية تم إنشاؤها للحكم في النزاعات بين هولندا وإندونيسيا.